# Palmar de los Ríos
Palmar de los Ríos är en ort i Mexiko.   Den ligger i kommunen Badiraguato och delstaten Sinaloa, i den västra delen av landet, 1 100 km nordväst om huvudstaden Mexico City. Palmar de los Ríos ligger 249 meter över havet och antalet invånare är 228.
Terrängen runt Palmar de los Ríos är kuperad österut, men västerut är den platt. Runt Palmar de los Ríos är det mycket glesbefolkat, med 6 invånare per kvadratkilometer. Närmaste större samhälle är Badiraguato, 11,0 km väster om Palmar de los Ríos. I omgivningarna runt Palmar de los Ríos växer huvudsakligen savannskog.